# Rae (condado de Harju)
Rae es una localidad estona del condado de Harju situada al suroeste de Tallin.

## Historia
En 1390 se construyó el primer asentamiento de Rae, el cual fue un palacio. A partir del siglo XVI pasó a ser administrada por las autoridades de Tallin. Anteriormente fue un asilo bajo el nombre de "Asilo de San Juan".

## Geografía
La autopista E-263 (Tallin-Tartu) cruza la localidad por el suroeste mientras que por el sureste enlaza con la radial de Tallin. Por la mitad nordeste se encuentra el canal Vaskjala-Ülemiste, el cual transcurre por el pantano Rae.

## Demografía
| Gráfica de evolución de Rae entre 1959 y 2019 |
|                                               |
| Fuente: Rae vallavalitsuse kodulehekülg.      |